# Raión de Iziaslav
Raión de Iziáslav (en ucraniano: Ізя́славський райо́н) es un antiguo raión o distrito de Ucrania en el óblast de Jmelnitski. Comprende una superficie de 1250 km². La capital fue la ciudad de Iziáslav.

## Demografía
Según estimación de 2010, contaba entonces con una población total de 48 103 habitantes.

## Otros datos
El código KOATUU fue 6822100000. El código postal 30300 y el prefijo telefónico +380 3852.